# Shelley Chaplin
Shelley Chaplin (nacida el 4 de septiembre de 1984) es una jugadora australiana de baloncesto en silla de ruedas. Participó en los Juegos Paralímpicos de Verano de 2004, donde ganó una medalla de plata; en los Juegos Paralímpicos de Verano 2008, ganando una medalla de bronce, y los Juegos Paralímpicos de Verano 2012 en Londres, donde se alzó con una segunda medalla de plata, una victoria que le dedicó a su amiga de toda la vida Shannon. 
Comenzó a jugar baloncesto en silla de ruedas en 1999, después de contemplar inicialmente desarrollar sus habilidades de tiro con arco, debutando en la Liga Nacional de Baloncesto en Silla de Ruedas (WNWBL) en 2000. Formó parte del campeonato de la WNWBL Dandenong Rangers en 2011 y 2012. Fue seleccionada por primera vez para el equipo nacional de baloncesto en silla de ruedas femenino de Australia, conocido como los Gliders, en 2001, y representó por primera vez a Australia en 2002, ganando una medalla de bronce como parte del equipo en el Campeonato Mundial de Baloncesto en Silla de Ruedas 2002. Jugó para el equipo de  baloncesto en silla de ruedas de la Universidad de Illinois en Urbana-Champaign, y fue nombrada All-American en la temporada 2006/07. Su equipo ganó los campeonatos nacionales en 2009.

## Biografía

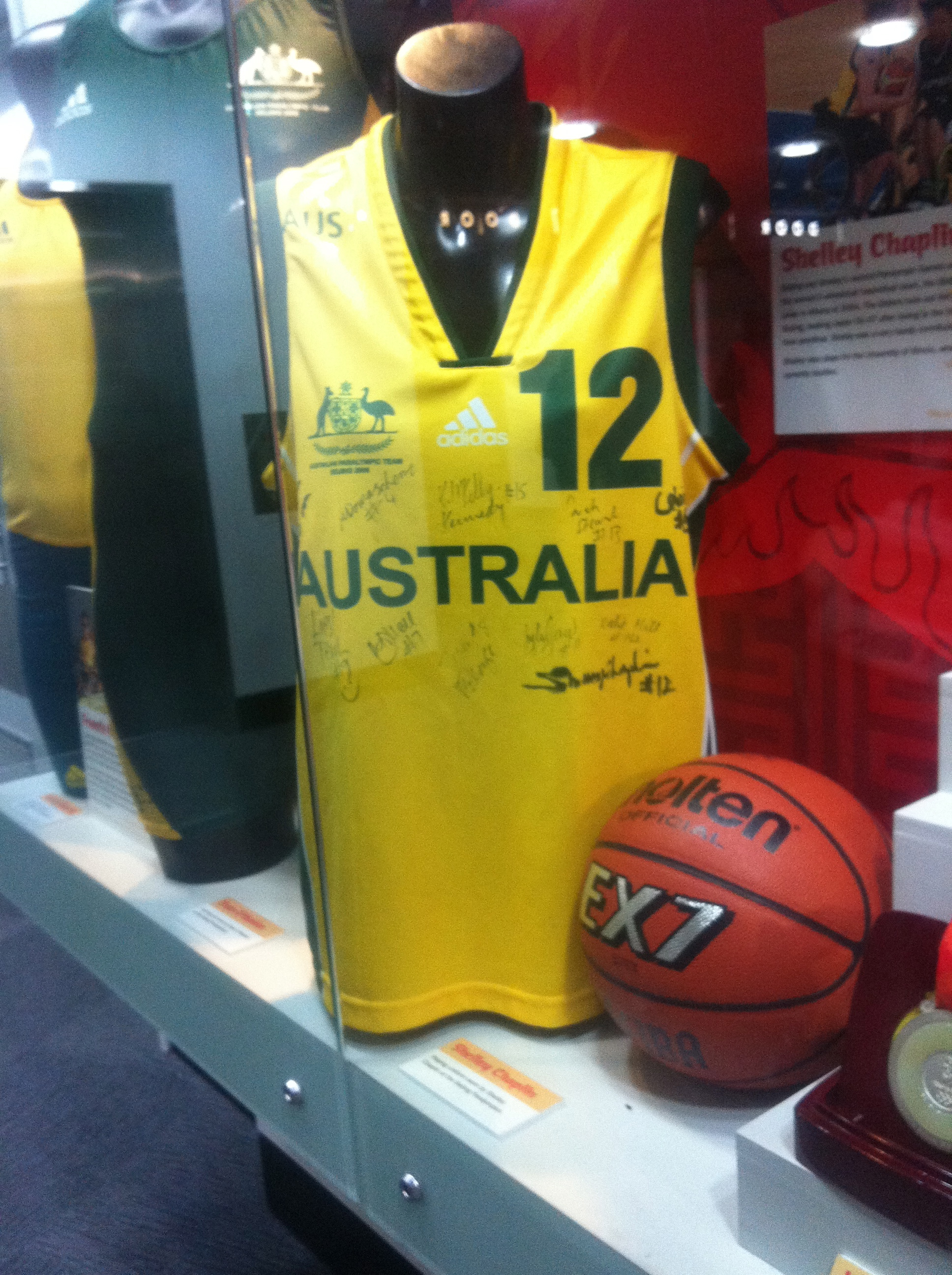
Camiseta de los Gliders usada por Chaplin en los Juegos Paralímpicos de 2008 en exhibición en el Instituto Australiano del Deporte. Está firmada por sus compañeras de equipo.

Apodada Chappers,  Chaplin nació en Bendigo, Victoria, el 4 de septiembre de 1984, con paraplejia incompleta. Creció en Bendigo y fue a la escuela primaria Girton. En 2010, se graduó de la Universidad de Illinois en Urbana-Champaign con una Licenciatura en Ciencias Recreación, Deporte y Turismo.
Después de completar sus estudios universitarios tomó un puesto en la Australian Broadcasting Corporation. En ABC fue asistente de producción en Adam Hills Tonight en 2013 y Spicks and Specks en 2014.

## Baloncesto
Chaplin, jugadora de 3.5 puntos, comenzó a jugar baloncesto en silla de ruedas en 1999. En el año fiscal 2012/2013, la Comisión de Deportes de Australia le otorgó una subvención de A $ 20,000 como parte de su programa de Apoyo Directo al Atleta. Recibió $ 20,000 en 2012/13, $ 17,000 en 2011/12 y 2010/11, $ 5,571.42 en 2009/10 y $ 5,200 en 2008/09.

### Club
Debutó en la Liga Nacional de Baloncesto en Silla de Ruedas para Mujeres (WNWBL) en 2000 cuando jugó para los Whittlesea Pacers. Compitió para los Dandenong Rangers en 2011 cuando el equipo ganó el título de la WNWBL, y en 2012 fue la capitana de los Victoria Dandenong Rangers. En un partido de la cuarta ronda contra Sydney Uni Flames que los Rangers ganaron 55–44, ella anotó 22 puntos. Su equipo se clasificó para la final de la liga, donde anotó 16 puntos en el juego contra los Stacks Goudkamp Bears para que su equipo se retirara como campeón con un puntaje de 77–54. Esa temporada, fue nombrada la jugadora de 3 puntos más valiosa de la liga y miembro del All Star Five 2012.

### Universidad
Compitió para el equipo de baloncesto en silla de ruedas de la Universidad de Illinois en la primera división del país. En 2006/07, fue entrenada por Mike Frogley,  y fue titular del equipo armador. A principios de la temporada 2006/07, su silla de ruedas se rompió y tuvo que jugar en una prestada. Después de tres juegos en ella, tenía las rodillas ensangrentadas y magulladas. Fue nombrada All-American en la temporada 2006/07.
En dos juegos que su equipo ganó contra RIC Express y la Universidad de Alabama en diciembre de 2006, anotó 35 puntos en total, hizo 13 rebotes y 7 asistencias. Fue nombrada la Jugadora Más Valiosa (MVP) de la serie. Su equipo terminó esa serie con un récord de 10-0. En el juego de enero de 2009 contra Alabama, su equipo ganó 52–47, con ella anotando 22 puntos. El juego fue parte de un torneo en el que su equipo también derrotó a la Universidad Estatal de Oklahoma 53–49 y a la Universidad de Misuri, 48–27. Esa temporada, su equipo ganó los campeonatos nacionales después de derrotar al Phoenix Mercury 53–36 en el juego de campeonato.
En 2007/08, su equipo ganó el campeonato nacional y ella fue nombrada MVP del torneo. En la victoria 44–43 del equipo sobre la Universidad de Alabama, anotó 12 puntos. Ese año, fue una junior y jugó de base para el equipo. Su equipo jugó contra varios equipos masculinos durante esa temporada. En enero de 2008, perdieron tres juegos contra equipos masculinos, incluida una derrota 61-41 ante el suroeste del estado de Minnesota donde anotó 14 puntos, una derrota 54-35 ante Edinboro, marcando 10 puntos en una derrota 74-20 contra Wisconsin- Aguas bravas. Para la temporada 2009/10, también fue nombrada Jugadora de Baloncesto en Silla de Ruedas del Año de la Universidad de Illinois.

### Selección nacional

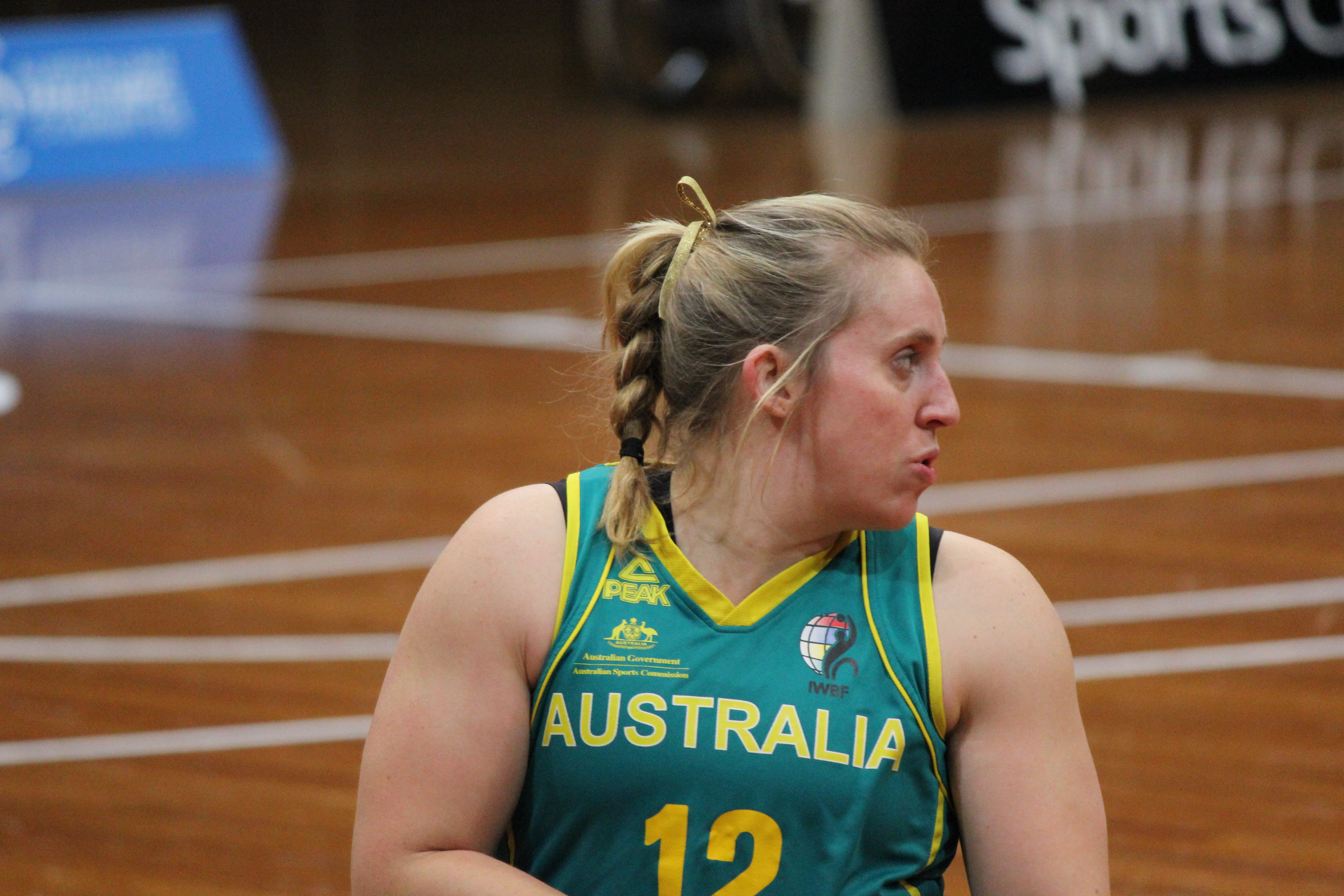
Chaplin en un juego de 2012 en Sídney

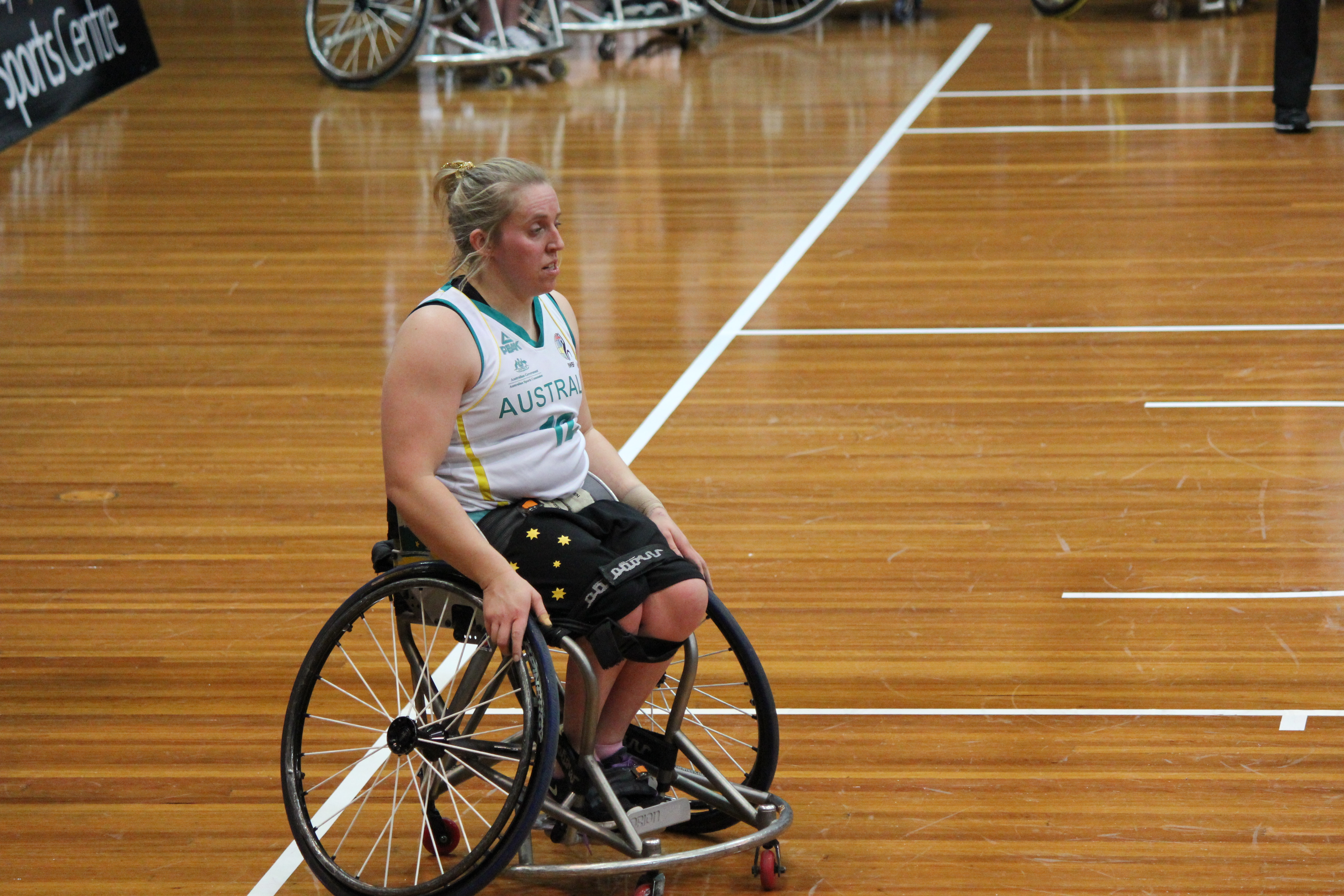

Fue seleccionada por primera vez para el equipo nacional de baloncesto en silla de ruedas femenino de Australia, conocido como los Gliders, en 2001, y representó por primera vez a Australia en 2002, ganando una medalla de bronce como parte del equipo en el Campeonato Mundial de Baloncesto en Silla de Ruedas 2002.
Formó parte del equipo Gliders en el Campeonato Mundial IWBF 2010 donde su equipo quedó en cuarto lugar, y del equipo que ganó la Copa Osaka en Japón en 2008, 2009 y 2010. En febrero de 2013, fue capitana en la Copa Osaka, donde el equipo defendió con éxito el título que habían ganado en 2012. Chaplin fue nombrada MVP del torneo.

### Paralímpicos

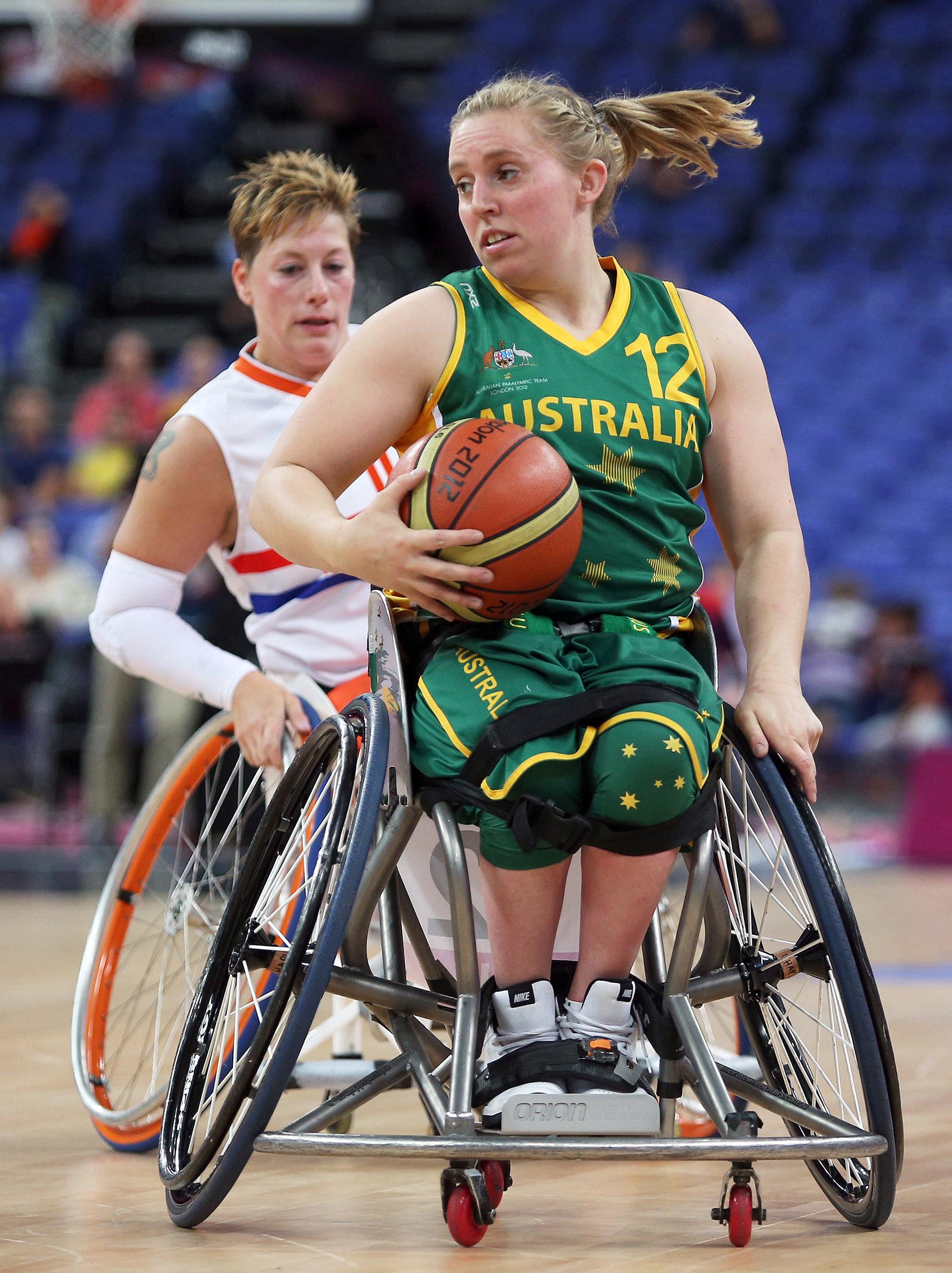
Chaplin en los Juegos Paralímpicos de Londres 2012

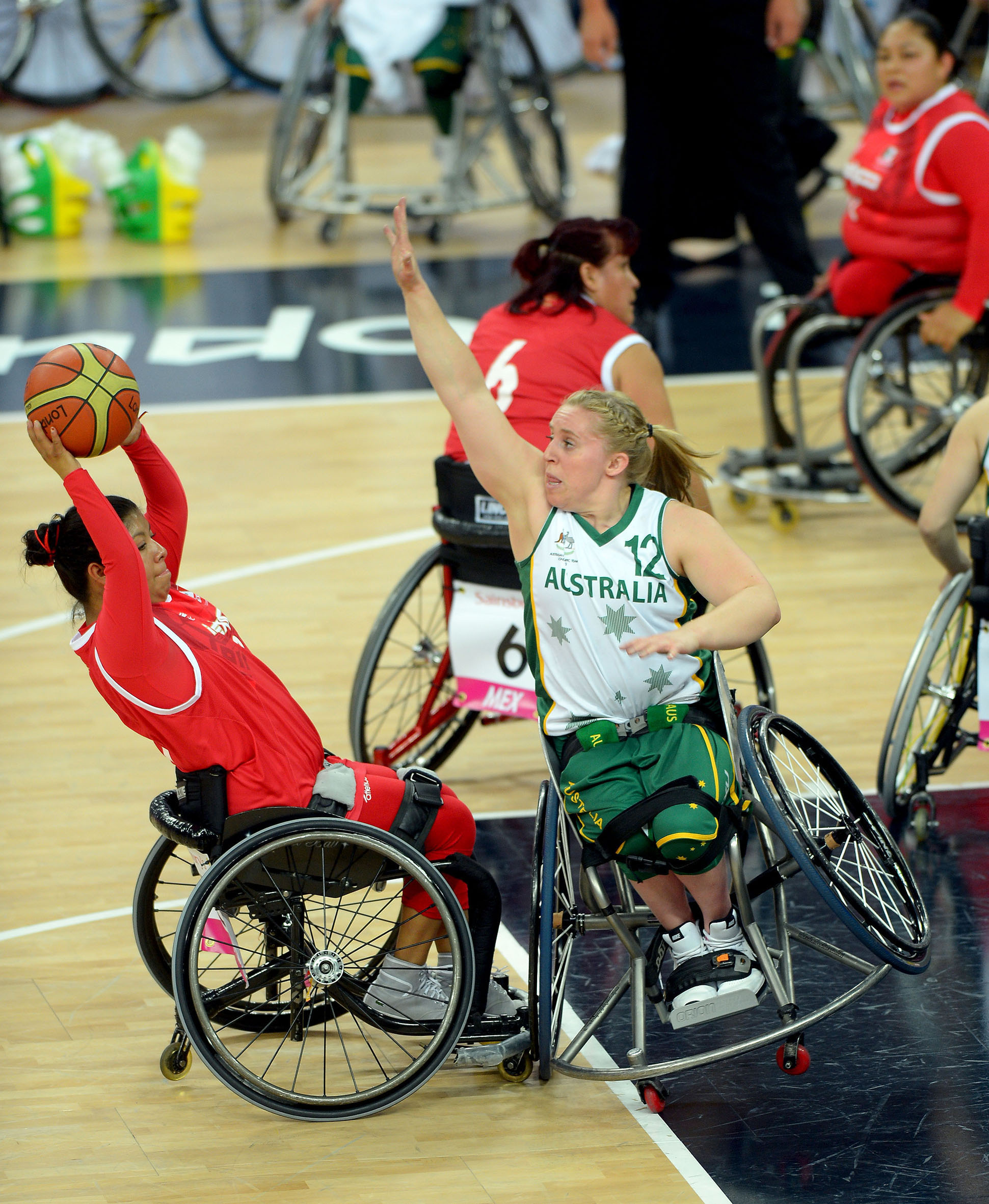
Chaplin en los Juegos Paralímpicos de Londres 2012

Formó parte de los Gliders en los Juegos Paralímpicos de Atenas 2004, Beijing 2008 y Londres 2012, y ganó dos medallas de plata, en 2004 y 2012, y una medalla de bronce en 2008.
Compitió con los Gliders en los Juegos Paralímpicos de verano de 2012. En la fase de grupos, el equipo nacional de baloncesto femenino en silla de ruedas de Australia en los Juegos Paralímpicos de Verano 2012 obtuvo victorias contra Brasil, Gran Bretaña, y los Países Bajos, pero perdió ante Canadá. Esto fue suficiente para avanzar a los cuartos de final, donde vencieron a México. Luego derrotaron a los Estados Unidos por un punto para establecer un choque final con Alemania. En el juego de la medalla de oro, perdieron 44–58 y ganaron una medalla de plata. Ella anotó 8 puntos en el juego, en el que jugó 26:58 minutos.